# Xã Hoaglin, Quận Van Wert, Ohio
Xã Hoaglin (tiếng Anh: Hoaglin Township) là một xã thuộc quận Van Wert, tiểu bang Ohio, Hoa Kỳ. Năm 2010, dân số của xã này là 662 người.